# Phạm Tuân
Phạm Tuân (* 14. února 1947 vesnice Quốc Tuấn, severní provincie Thái Bình, Vietnam) je severovietnamský vojenský letec a kosmonaut, který letěl do vesmíru roku 1980 v rámci programu Interkosmos. Byl prvním kosmonautem z Asie, ze Země pak v pořadí 96.

## Život
Pocházel z početné rolnické rodiny, která celá pracovala v místním zemědělském družstvu. V roce 1955 šel do školy a stal se členem Komunistického svazu mládeže. Po skončení školy roku 1963 nastoupil u armády. Pilotní výcvik prodělal v SSSR a pak spolu s ženou bojovali ve válce ve Vietnamu. Měl za sebou jako příslušník vojenského letectva řadu vzdušných soubojů s letadly USA a také jako vůbec první člověk na světě sestřelil v roce 1972 ze svého MiGu-21 létající pevnost B-52, za což jej vyznamenala vláda titulem Hrdina Vietnamské socialistické republiky. Bylo mu v té době 25 let. Po válce nastoupil v SSSR na leteckou akademii J.Gagarina a byl zde také vybrán do první skupiny kosmonautů mezinárodního programu Interkosmos. V době letu byl podplukovník. Jeho náhradníkem se stal Vietnamec Búi Thanh Liëm, který spolu s Phamem absolvoval výcvik.

## Let do vesmíru
V letu se Sojuzem 37 startoval v funkci kosmonaut výzkumník z kosmodromu Bajkonur pod velením kosmonauta Gorbatka. Oba kosmonauti se připojili k orbitální stanici Saljut 6, kde již byl připojen Sojuz 36. Společně se sovětskými kosmonauty Leonidem Popovem a Valerijem Rjuminem plnili připravené úkoly šesté mezinárodní posádky a v pořádku s druhou lodí, tedy Sojuzem 36 vrátili na Zem po 188 hodinách strávených v kosmu. Přistáli v kabině lodi na padácích na území Kazachstánu. Loď Sojuz 37 zůstala u stanice jako záložní..
- Sojuz 37, Saljut 6, Sojuz 36, (23. červenec 1980 – 31. červenec 1980)

## Po letu
Po skončení letu dokončil studium akademie. Později byl povýšen na generála a pověřen vedením oddělení obranného průmyslu na Ministerstvu obrany v Hanoji. Manželka Pham Tuana se jmenuje Tran Phuong, mají spolu jednu dceru, která se jim narodila v roce 1976.